# James Keach
James Keach (n. 7 decembrie 1947, Savannah, Georgia, Statele Unite ale Americii) este un actor, realizator, producător și ocazional scenarist americain.

## Biografie
Născut la Savannah, în Georgia, Statele Unite ale Americii, la 7 decembrie 1947, James Keach este fiu al actorului Stacy Keach Sr. și al actriței Mary Cain (născută Peckham), precum și fratele mai mic al actorului Stacy Keach (alias Mike Hammer sau Henry Pope).
A fost căsătorit de trei ori, ultima sa soție fiind actrița Jane Seymour, cu care a avut doi copii gemeni. Cei doi fii îi au de nași pe Johnny Cash, respectiv pe Christopher Reeve.
Cea de-a doua soție a sa fusese actrița Mimi Maynard, de care divorțase în 1993.

## Filmografie

### Actor
Format:În curs de traducere
- 1971 : NET Playhouse de Marc Daniels : Orville Wright (Serial de televiziune - The Wright Brothers)
- 1973 : Deadly Visitor (TV)
- 1973 : Wilbur and Orville: The First to Fly de Henning Schellerup : Orville Wright
- 1973 : Kung Fu creat de Ed Spielman : Abe Jones (Serial de televiziune - Asasinul Sezonul 2, episodul 2)
- 1973 : Kojak creat de Abby Mann : Fred Strong (Serial de televiziune - O fată în apă Sezonul 1, episodul 5)
- 1974 : God Bless Dr. Shagetz de Edward Collins, Larry Spiegel și Peter S. Traynor
- 1974 : Ironside creat de Collier Young : Walter Portman  (Serial de televiyiune - The Taste of Ashes Sezonul 7, episodul 19)
- 1974 : The Rookies creat de Rita Lakin : Stoney Putnam (Serial de televiziune - Legacy of Death Sezonul 3, episodul 3)
- 1974 : Movin' On de Paul Stanley : Ron (Serial de televiziune - The Trick Is to Stay Alive Sezonul 1, episodul 5)
- 1974 : Cannon creat de Edward Hume : John Kabe (Serial de televiziune - Omul care nu putea uita Sezonul 4, episodul 10)
- 1975 : Miles to Go Before I Sleep de Fielder Cook : Un om în bar (TV)
- 1975 : The Hatfields and the McCoys de Clyde Ware : Jim McCoy (TV)
- 1975 : Justițiarul (The Manhunter) de Leslie H. Martinson : Reichart (Serial de televiziune - Man in a Cage Sezonul 1, episodul 17)
- 1975 : Sergent Anderson (Police Woman) creat de Robert E. Collins : Cliff Hummel (Serial de televiziune - Pe pista albă Sezonul 1, episodul 21)
- 1975 : Section 4 (S.W.A.T.) creat de Robert Hamner : Arlie Warren (Serial de televiziune - A Coven of Killers Sezonul 1, episodul 3)
- 1975 : The Noah de Daniel Bourla
- 1975 : Slashed Dreams de James Polakof : Levon
- 1975 : Switch creat de Glen A. Larson (Serial de televiziune -  Saison 1, épisode 8)
- 1975 : Starsky și Hutch (Starsky and Hutch) creat de William Blinn : James March Wrightwood (Serial de televiziune - Folie furieuse Sezonul 1, episodul 11)
- 1976 : Cannon creat de Edward Hume : Fratele lui Jo Anne (Serial de televiziune - Lupul ! Sezonul 5, episodul 20)
- 1976 : Joe Forrester créé par Reza Badiyi et Alvin Ganzer : (Série télévisée - The Boy Next Door Saison 1, épisode 23)
- 1976 : Cannonball! de Paul Bartel : Wolf Messer
- 1976 : Death Play de Arthur Storch : Steve
- 1976 : Six Characters in Search of an Author de Stacy Keach : le fils (TV)
- 1976 : Sur la piste des Cheyennes (The Quest) créé par Bernard McEveety : Blue (Série télévisée - Day of Outrage Saison 1, épisode 5)
- 1977 : The Blue Hotel de Ján Kadár : Johnnie (TV)
- 1977 : Les Têtes brûlées (Baa Baa Black Sheep) créé par Stephen J. Cannell (Série télévisée - Le Massacre de Fort Apache Saison 1, épisode 19)
- 1977 : Kill Me If You Can de Buzz Kulik : Officier (TV)
- 1977 : Starsky et Hutch (Starsky and Hutch) créé par William Blinn : Ed Chambers (Série télévisée - Le Grand Amour Saison 3, épisode 4)
- 1977 : The Tony Randall Show créé par Gary David Goldberg et Michael Zinberg : Bastian (Série télévisée - Bobby vs. Michael Saison 2, épisode 10)
- 1978 : Nowhere to Run de Richard Lang : McEnerney (TV)
- 1978 : Modulation de fréquence (FM) de John A. Alonzo : Lieutenant Reach
- 1978 : Lacy and the Mississippi Queen de Robert Butler : Parker (TV)
- 1978 Sosea odată un călăreț (Comes a Horseman), regia Alan J. Pakula : Emil Kroegh
- 1979 : Quincy (Quincy M.E.) créé par David Alexander et Corey Allen : Gary Harlan (Série télévisée - A Small Circle of Friends Saison 4, épisode 12)
- 1979 : Hurricane de Jan Troell : Sergent Strang
- 1979 : Like Normal People d'Harvey Hart : Robert Meyers Jr. (TV)
- 1979 : Smokey and the Hotwire Gang d'Anthony Cardoza : Joshua
- 1980 : The Great Cash Giveaway Getaway de Michael O'Herlihy : Bondo (TV)
- 1980 : Le Gang des frères James (The Long Riders) de Walter Hill : Jesse James
- 1981 : Le Justicier solitaire (The Legend of the Lone Ranger) de William A. Fraker : Le cavalier solitaire / John Reid
- 1981 : Big Bend Country de Ralph Senensky : Ian McGregor (TV)
- 1982 : Thou Shalt Not Kill de I.C. Rapoport : Jeff Tompkins (TV)
- 1982 : Madhouse (Till Death Do Us Part) de Timothy Bond : Robert Craig (TV)
- 1983 : Magnum (Magnum, P.I.) créé par Donald P. Bellisario et Glen A. Larson : un tueur (Série télévisée - Vrai ou faux ? Saison 3, épisode 21)
- 1983 : Wishman de James Frawley : Galen Reed (TV - Pilote de série non créée)
- 1983 : O vacanță de tot râsul de Harold Ramis : polițistul pe motocicletă
- 1984 : Love Letters d'Amy Holden Jones : Oliver Andrews
- 1984 : Le Fil du rasoir (The Razor's Edge) de John Byrum : Gray Maturin
- 1985 : Moving Violations de Neal Israel : Député Halik
- 1985 : Stand Alone d'Alan Beattie : Détective Isgrow
- 1986 : Femme de choc (Wildcatsde) de Michael Ritchie : Frank Needham
- 1987 : Evil Town de Edward Collins, Larry Spiegel et Peter S. Traynor
- 1987 : L'Homme qui brisa ses chaînes (The Man Who Broke 1,000 Chains) de Daniel Mann : Père Vincent Godfrey Burns (TV)
- 1988 : Le Prix d'une princesse (Options) de Camilo Vila : Ed Sloan
- 1989 : Les Experts (The Experts) de Dave Thomas : Yuri
- 1990 : Haute corruption (Good Cops, Bad Cops) de Paul Wendkos : Frank Moran (TV)
- 1991 : Meurtre dans les hautes sphères (Murder in High Places) de John Byrum : Levering (TV)
- 1992 : The Dance Goes On de Paul Almond
- 1997 : Docteur Quinn, femme médecin (D[8]. Quinn, Medicine Woman) créé par Beth Sullivan : Brent Currier (Série télévisée - Les Otages Saison 5, épisode 20)
- 1998 : Les Naufragés du Pacifique (The New Swiss Family Robinson) de Stewart Raffill : Jack Robinson
- 2000 : Enslavement: The True Story of Fanny Kemble de James Keach : D[8]. Huston (TV)
- 2005 : Walk the Line de James Mangold : Warden